# Buchberg (Šluknovská pahorkatina, 436 m)
Buchberg (česky doslovně Bukový vrch) je vrch o nadmořské výšce 436 m na území města Neustadt in Sachsen (místní část Niederottendorf) v zemském okrese Saské Švýcarsko-Východní Krušné hory v Sasku.

## Charakteristika
Vrch leží v německé části Šluknovské pahorkatiny (Lausitzer Bergland) a její mesogeochoře Severní hornolužická vrchovina (Nördliches Oberlausitzer Bergland). Na východě na Buchberg navazuje Rückenberg (479 m). Geologické podloží tvoří hybridní dvojslídý granodiorit narušený žílou doleritu. V půdním pokryvu převládá podzolová kambizem, méně je zastoupena koluvizem. Sever Buchbergu je skrze potok Wiedwasser odvodňován do Wesenitz a jih pak skrze Lohbach do Polenze. Celý vrch tak náleží k povodí Labe a k úmoří Severního moře. Buchberg je využíván jako zemědělská půda. Vrch leží v chráněné krajinné oblasti Oberlausitzer Bergland.
Při západním úpatí prochází cyklostezka Rund um Neustadt (Kolem Neustadtu).